# Бой при Галле (1813 год)
Бой при Галле (нем. Gefecht um Halle) — бой отряда русско-прусской объединённой армии под командованием Бюлова с французским гарнизоном города Галле 2 мая 1813 года.

## Предыстория
Армия Витгенштейна двигалась на соединение с Блюхером. Сражение при Мёккерне отвлекло французов и позволило инженерным частям армии Витгенштейна устроить переправу через Эльбу у Рослау. 25 апреля войска Витгенштейна, в том числе прусский корпус Йорка и русский Берга, форсировав Эльбу, расположились на линии Дессау — Кётен , вступив в соприкосновение с войсками Винцингероде и Блюхера. Войска Бюлова и Борстеля (12 000 чел.) были оставлены на правом берегу Эльбы. Бригада Борстеля блокировала подступы к Магдебургу, ожидая прибытия отряда Воронцова. Бюлов расположил свой штаб в Дессау. 1 мая войска Бюлова, усиленные русским отрядом Гарпе (3000 чел., 24 орудия) и бригадой Тюмеля, блокировали подступы к Виттенбергу и взяли под охрану переправу у Рослау. Союзные войска Клейста вынуждены были уступить французам Галле и отойти к Лейпцигу. Узнав новость, Бюлов решил «выбить неприятеля из Галле». Гарнизон города под командованием Рошамбо состоял из войск 4 дивизии, 5-го корпуса Лористона, нескольких маршевых батальонов, а также имел 4 орудия. 2 мая к 3 часом утра у деревни Оппин (полпути от Цербига до Галле) Бюлов сосредоточил войска численностью 4500 чел. с 24 орудиями. К 5 часам войска подошли к Галле. Французы блокировали 4 из 5 ворот. У Мерзебургской заставы разместили 4 орудия.

## Ход боя
После часовой передышки начался штурм города. Бюлов решил одну атаку провести на правом крыле, вдоль реки Заале, двумя фузелерными ротами, одной егерской ротой и тремя эскадронами гусар с 4 орудиями. Другую атаку — на левом крыле, тремя батальонами 3 Восточно-Прусского полка, двумя эскадронами Западно-Прусских драгун с 4 орудиями. В резерве были оставлены : гренадерский батальон, 4 эскадрона драгун Королевы и батарея орудий.
В северном предместье города французы оказали сильное сопротивление. Однако, на левом крыле союзным войскам сопутствовал успех: майор Уттенгофен с тремя батальонами 3 Восточно-Прусского полка и поручик Тресков с двумя эскадронами Западно-Прусских драгун атаковали неприятеля у Мерзебургской заставы и «на плечах французов» ворвались в город, захватив 3 орудия. Сам Бюлов возглавил атаку батальона и к 9 часам французы были вытеснены из города на дорогу к Мерзебургу.

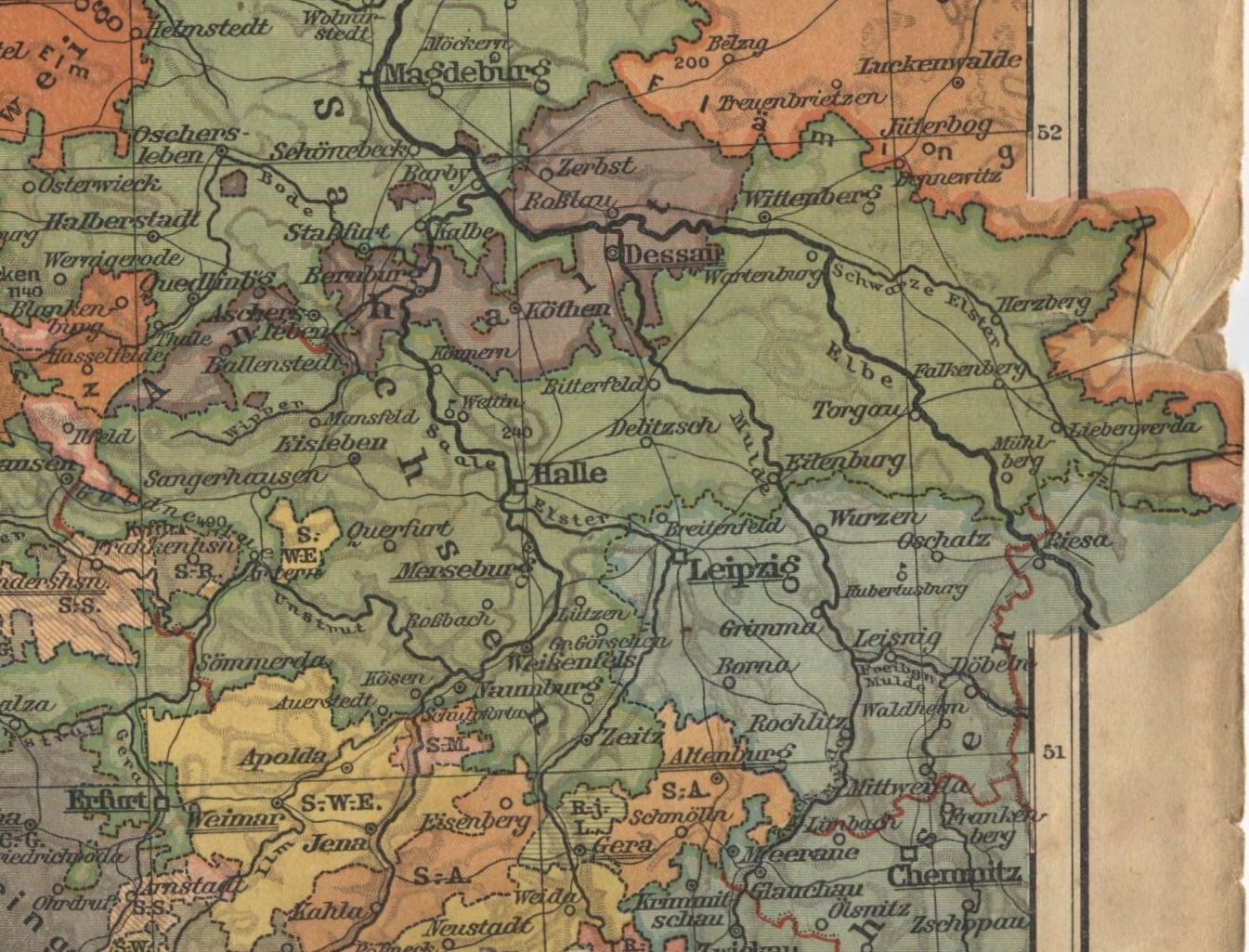
Карта окрестностей Лейпцига. 1813 год

## Результаты
Кавалерия преследовала французов и нанесла большой урон. Потери неприятеля составили 400 чел. пленными, примерно 400 чел. убитыми и ранеными. Потери в отряде Бюлова — 150 чел. убитыми и ранеными.
Бюлов предполагал развить успех: генерал Тюмен должен был нанести удар из Кётена по Бернбургу. Однако, в ночь на 3 мая было получено сообщение об отступлении Клейста от Лейпцига и «о большом сражении на равнинах Люцена» . К вечеру 4 мая было получено противоречивое известие от Витгенштейна, что «сражение выиграно, союзники отступают за Эльбу».
5 мая Бюлов, понимая что сражение проиграно, двинулся к Дессау. На марше было получено предписание от Короля: «переправиться у Росслау через Эльбу» и организовать оборону Берлина. Бригада Тюмена была направлена к Росслау с целью обеспечения охраны переправы. Один батальон 4-го Восточно-прусского полка и 2 русских эскадрона Нежинского конно-егерского полка были направлены для «наблюдения» крепости Виттенберг. Бюлову поступили сведения о прибытии войск Виктора и Себастьяни на нижнюю Залу и о движении Нея и Лористона от Лейпцига к Торгау.
8 мая король, с целью защиты Берлина, назначил Бюлова «главным начальником прусских войск». Были немедленно предприняты меры для обороны столицы Пруссии. О наступлении французов был извещены Вальмоден (командующий союзными силами на нижней Эльбе) и генерал Тауэнцин (командующий осадой крепости Штетин) с требованием о штурме.
11 мая неприятель переправился на правую сторону Эльбы. Корпуса Нея, Лористона, Ренье — у Торгау, Виктора и Себастьяни — у Виттенберга. Бюлов приказал уничтожить переправу у Рослау. Французы двигались к Лукау. Неприятель угрожал отрезать корпус Бюлова от Берлина.
17 мая Бюлов подошел к Требину и для защиты путей к Берлину расположил авангарды у Трейенбрицена, Люккенвальде и Барута. Корпус Бюлова состоял из ландвера , 6 бригад (5 прусских и 1 русской). Всего 25 000 чел. и 76 орудий. Бюлов планировал усилить войска маршевыми и резервными батальонами гарнизона Берлина (5000 чел.), сформированными батальонами ландвера и ландштурма (25000 чел.), а также войсками Воронцова, прибывшими 30 апреля к Магдебургу. По замыслу Бюлова, собранные войска, должны были эффективно противостоять, наступающим на Берлин, французским корпусам.